# Valeri Lobanovski
Valeri Vassilevitch Lobanovski (en russe : Валерий Васильевич Лобановский ; en ukrainien : Валерій Васильович Лобановський, Valeriï Vassylovytch Lobanovskiï), né le 6 janvier 1939 à Kiev, et mort le 13 mai 2002, est un footballeur ukrainien et entraîneur.
Il est devenu une gloire du football ukrainien, après ses passages sur le banc des équipes du Dynamo Kiev, première équipe d'Union soviétique à remporter une compétition européenne en 1975, et de l'équipe d'Union soviétique. Il se fait alors connaître pour le jeu développé par ses équipes, basé sur une discipline de fer et le mouvement collectif exigé de ses joueurs, inspiré du football total néerlandais.

## Biographie
Lobanovski commence sa carrière de footballeur au Dynamo Kiev, son club formateur, au poste d'ailier gauche. Il se fait alors connaître pour la qualité et la précision de ses passes. Champion d'URSS avec le Dynamo en 1961 (qui est également le premier championnat remporté par un club non-moscovite), il est sélectionné à deux reprises en équipe d'Union soviétique en 1960 et 1961.
En 1965, après sept saisons, Lobanovski quitte le Dynamo pour Tchernomorets Odessa, où il évolue deux saisons, puis au Chakhtior Donetsk. Il prend sa retraite sportive en 1968, à 29 ans, après 253 matchs et 71 buts de championnat.
L'année suivante, Lobanovski est nommé comme entraîneur du Dniepr Dniepropetrovsk, un club de division inférieure sponsorisé par Ioujmach, un groupe industriel important du pays. Il faut trois saisons au club pour intégrer la première division, dont il termine respectivement à la sixième et à la huitième place en 1972 et 1973.
En septembre 1973, il est recruté par le Dynamo Kiev, son ancien club, dont il va diriger l'équipe pendant quinze des dix-sept années suivantes. Bientôt rejoint sur le banc par son ancien coéquipier Oleh Bazylevych (en), Lobanovski met en place une équipe redoutable : elle remporte dès sa première saison complète le doublé coupe-championnat. La saison suivante est celle de la consécration : de nouveau champions d'URSS, les Soviétiques remportent la coupe d'Europe des vainqueurs de coupe, ce qui est une première pour un club d'URSS, puis la supercoupe de l'UEFA 1975 face au Bayern Munich. L'attaquant du Dynamo Oleg Blokhine remporte le ballon d'or en fin de saison.
Parallèlement, Lobanovski est nommé sélectionneur de l'équipe d'Union soviétique en duo avec Bazylevych, poste qu'ils conservent deux saisons. Lors des jeux olympiques de 1976, ils mènent l'équipe olympique à la médaille de bronze.
Au début de 1976, le Dynamo est éliminé par l'AS Saint-Étienne en quart de finale de la coupe des clubs champions européens. En 1977, le Dynamo y élimine le Bayern Munich, triple tenant du titre, en quart de finale, avant d'être battu en demi-finale par les Allemands du Borussia Mönchengladbach. Sur la scène nationale, les Kiéviens remportent trois nouveaux titres et deux nouvelles coupes nationales de 1977 à 1982, mettant à mal la domination russe sur la compétition, mais ne connaissent plus autant de réussite dans les compétitions européennes.
En 1982, à l'occasion de la coupe du monde, il quitte le banc du Dynamo pour reprendre celui de l'équipe d'URSS, finalement éliminée lors de la deuxième phase par la Pologne à la différence de buts. Après deux saisons, il quitte la sélection pour revenir au Dynamo Kiev, dont les résultats déclinent.
En 1985, avec une équipe composée de nombreux internationaux soviétiques, il remporte le doublé coupe-championnat. L'année suivante, le Dynamo remporte de nouveau le championnat et surtout remporte une deuxième coupe d'Europe des vainqueurs de coupe, à l'issue d'une démonstration en finale face à l'Atlético de Madrid. Les Soviétiques étouffent physiquement les Espagnols et marquent par trois fois sur contre-attaque (3-0).
Lobanovski reprend du service avec la sélection nationale pour la coupe du monde au Mexique ; après une démonstration face à la Hongrie (6-0), les Soviétiques font jeu égal avec les favoris Français (1-1) avant de s'incliner en huitième de finale face à la Belgique, après prolongation (3-4). Malgré cette contre-performance, Igor Belanov, le joyau du Dynamo, remporte le ballon d'or à la fin de la saison. Deux ans plus tard, lors du championnat d'Europe 1988, les Soviétiques atteignent la finale, où ils s'inclinent face aux Pays-Bas de Rinus Michels, qu'ils avaient pourtant battu en poule. Les médias ne manquent pas de souligner les similitudes entre les deux entraîneurs.
Avec la perestroïka, de nombreux joueurs du Dynamo quittent le club pour l'Europe de l'ouest. Lobanovski n'a plus la maîtrise et la connaissance des joueurs qu'il a pu avoir dans les années 1980. La coupe du monde de 1990, sa troisième à la tête de l'équipe soviétique, est un échec. À son tour, Lobanovski quitte l'Union soviétique pour signer des contrats lucratifs avec les Émirats arabes unis d'abord, puis le Koweït. Faute de résultats, il est licencié après respectivement trois et deux ans à la tête des sélections.
En janvier 1997, Lobanovski revient au Dynamo Kiev, à la place de Yozhef Sabo. S'appuyant sur le duo d'attaque Andriy Chevtchenko-Sergueï Rebrov, le club écrase le championnat d'Ukraine, dont il a remporté quatre des cinq éditions depuis sa création en 1991, mais a perdu de son lustre européen d'antan, comme l'illustre l'élimination au premier tour de la coupe UEFA par les Suisses de Neuchâtel Xamax. Lobanovski obtient rapidement des résultats notables dans les compétitions européennes, dont il atteint les quarts de finale en 1997-1998, éliminant notamment au passage le FC Barcelone et le PSV Eindhoven, puis les demi-finales l'année suivante, après avoir éliminé notamment Arsenal FC et le Real Madrid CF. Le départ des deux attaquants signe la fin de ces glorieux résultats, même si le club conserve la mainmise sur le championnat dont Lobanovski remporte cinq éditions consécutives.
Devenu sélectionneur de l'Ukraine en 2000, il ne parvient pas à assurer sa qualification pour la coupe du monde 2002, à la suite d'un barrage perdu face à l'Allemagne. Quelques mois plus tard, il meurt des suites d'un accident vasculaire cérébral.
À titre posthume, Lobanovski est élevé au rang de Héros d'Ukraine, la plus haute distinction ukrainienne. Le stade du Dynamo Kiev, connu comme le Dynamo Stadium, est également renommé en son nom.

## Plan de jeu et tactiques
Le schéma tactique typique de Lobanovski était basé sur une forte structure collective et sur des mouvements de joueurs bien coordonnés aussi bien défensivement qu'offensivement. Lobanovski voulait que ses joueurs suivent strictement ses consignes, en mettant l'accent sur une approche de jeu rapide et verticale. Pour Lobanovski, le football était un grand système composé de deux systèmes comprenant 22 sous-systèmes, interagissant les uns avec les autres dans une aire de jeu. Cette approche complexe est née quand il était le directeur de Dnipro et sa rencontre avec le scientifique sportif Anatoly Zelentsov, qui deviendra par la suite son assistant, qui lui présente le football à travers les mathématiques.
Ses équipes suivaient strictement ces lignes directrices : il s'agissait essentiellement d'une équipe construite autour de deux lignes de quatre. Travaillant dans une forme 4-4-2 à plat, les joueurs étaient généralement préoccupés par l'espace qu'ils devaient couvrir. Lobanovski était un fervent partisan de l'idée que la meilleure façon de vaincre ses adversaires est de contrôler et bien utiliser les dimensions de l'aire de jeu, il fallait rendre le terrain plus grand lorsqu'on était en possession du ballon et plus petit lorsqu'on devait défendre. Pour ce faire, les arrières latéraux et les ailiers fournissaient généralement de la largeur en jouant assez haut.
On peut ressortir 3 principes clés de Lobanovski :
- L'une des approches offensives de base de l'URSS reposait sur des combinaisons de contre-attaques rapides entre les attaquants. Les défenseurs soviétiques jouissaient souvent d'un certain degré de liberté et effectuaient avec précision des passes à longue distance au-dessus des défenseurs adverses. Les balles longues étaient utiles pour déplacer la balle vers l'avant et pour lancer les deux attaquants dans le dernier tiers du terrain. Posséder deux attaquants rapides avec de grandes qualités techniques était la clé de la contre-attaque de l'URSS.
- L'autre aspect le plus important de la philosophie de Lobanovski était la façon dont ses équipes travaillaient en défense. Fidèle à ses principes mentionnés ci-dessus, le directeur ukrainien voulait que son équipe rende le terrain plus petit et effectue un pressing haut.
- Lobanovski mettait l'accent sur la condition physique de ses joueurs, il a permis à ses équipes de produire un pressing intense pendant 90 minutes. D'autre part, il n'était pas rare de voir ses équipes attendre et contre-attaquer. Ces concepts étaient liés par son idée fondamentale de déterminer la façon dont un adversaire avait l'intention de jouer, puis de trouver des moyens de déstabiliser en s'adaptant à son style de jeu. Cela faisait partie de l'approche scientifique de Lobanovski[7].

### Postérité
Sa façon de faire jouer ses joueurs était en avance sur son temps, Barcelone dans les années 2010 a en partie réutilisé ses principes de jeu.[réf. nécessaire]

## Carrière

### Joueur
- 1957-déc. 1964 :  Dynamo Kiev (Union soviétique)
- jan. 1965-déc. 1966 :  Tchernomorets Odessa (Union soviétique)
- jan. 1967-déc. 1968 :  Chakhtior Donetsk (Union soviétique)

### Entraîneur
- jan. 1969-déc. 1973 :  Dniepr Dniepropetrovsk (Union soviétique)
- jan. 1974-déc. 1981 :  Dynamo Kiev (Union soviétique)
- jan. 1975-déc. 1976 :  Union soviétique
- juil. 1982-déc. 1983 :  Union soviétique
- jan. 1984-déc. 1990 :  Dynamo Kiev (Union soviétique)
- jan. 1986-déc. 1990 :  Union soviétique
- jan. 1991-juin 1994 :  Émirats arabes unis
- 1994-déc. 1996 :  Koweït
- jan. 1997-2002 :  Dynamo Kiev (Ukraine)
- jan. 2000-fév. 2002 :  Ukraine

## Palmarès

### Joueur
En club
- Champion d'URSS : 1961 (Dynamo Kiev)

### Entraîneur
En sélection
- Vice-champion d'Europe : 1988 ( Union soviétique)
- Médaille de bronze aux Football aux Jeux olympiques : 1976 ( Union soviétique)
- Médaille de bronze aux Jeux asiatiques : 1994 ( Émirats arabes unis)
- Vainqueur de la Coupe du Golfe des nations : 1996 ( Koweït)

En club
- Champion d'URSS : 1974, 1975, 1977, 1980, 1981, 1985, 1986, 1990  (Dynamo Kiev)
- Champion d'Ukraine : 1997, 1998, 1999, 2000 et 2001 (Dynamo Kiev)
- Vainqueur de la Coupe d'URSS : 1974, 1978, 1982, 1985, 1987, 1990 (Dynamo Kiev)
- Vainqueur de la Coupe d'Ukraine : 1998, 1999, 2000 (Dynamo Kiev)
- Vainqueur de la Supercoupe d'Union soviétique : 1981, 1986, 1987 (Dynamo Kiev)
- Vainqueur de la Coupe des coupes : 1975, 1986 (Dynamo Kiev)
- Vainqueur de la Supercoupe de l'UEFA : 1975 (Dynamo Kiev)
- Vainqueur de la Coupe de la CEI de football : 1997, 1998, 2002 (Dynamo Kiev)
- Vainqueur du Championnat d'URSS D2 : 1971 (FK Dnipro)

Distinctions personnelles
- 6e meilleur entraîneur de tous les temps par World Soccer: 2013[8],[9]
- 6e meilleur entraîneur de tous les temps par France Football: 2019[10],[11],[12]
- 8e meilleur entraîneur de tous les temps par ESPN: 2013[13]
- * Il est l'un des cinq entraîneurs[14] classés dans le top 10 des meilleurs entraîneurs de tous les temps par chacun de ces médias : France Football, World Soccer et ESPN,,[15],[16],